# Joseph Rudolf

Joseph Rudolf

Henri Joseph Rudolf (* 1. November 1847 in Battenheim, Kreis Mülhausen; † 22. Februar 1935 in Ensisheim) war ein elsässischer Landwirt und Mitglied der zweiten Kammer des Landtags des Reichslandes Elsaß-Lothringen für das Zentrum.
Joseph Rudolf war Sohn des Landwirts und Landesausschussmitglieds François-Joseph Rudolf (1822) und dessen Frau Marie-Louise Stackler.  Er heiratete am 7. April 1876 in Battenheim Anne Marie Marthe geborene Rudolf (seine Cousine). Seine Frau starb 1897. Er heiratete wieder 1902  Marie Rieder von Kaysersberg, (1870–1960). Aus der Ehe gingen ein Sohn, Joseph (1904–1936) und eine Tochter, Marie-Louise (1905–1999) hervor.
Joseph Rudolf, der katholischer Konfession war, war Landwirt in Battenheim und später in Ensisheim. Er war Mitglied des Gemeinderates und des oberelsässischen Bezirkstages. Er gehörte 1891 bis 1911 dem Landesausschuss an und war Präsident des Landwirtschaftsrates des Reichslandes und des landwirtschaftlichen Kreisvereins Gebweilers. Er gehörte dem Deutschen Landwirtschaftsrat an. Bei der ersten (und einzigen) Wahl zum elsässischen Landtag trat er im Wahlkreis Bollweiler-Ensisheim-Rufach als unabhängiger Kandidat mit Unterstützung des Zentrums an. Im ersten Wahlgang wurden im Wahlkreis von den 7.172 Stimmberechtigten 5.561 Stimmen abgegeben. Auf Rudolf entfielen 4.240, auf den Sozialdemokraten Münch 1.138 Stimmen. Joseph Rudolf gehörte dem Landtag bis zu dessen Auflösung 1918 an.
Nach dem Ersten Weltkrieg schloss er sich der UPR an. Er wurde als Ritter der Ehrenlegion ausgezeichnet.